# Shaka Ponk
Shaka Ponk (także w skrócie  SHK PNK) – francuska grupa muzyczna założona w 2004 roku, grająca muzykę będącą połączeniem rocka, funk oraz hip-hopu. Teksty pisane są w językach angielskim, francuskim oraz hiszpańskim. 24 marca 2006 wydali pierwszy album: Loco Con Da Frenchy Talkin.

## Dyskografia
- Hyppie Monkey (EP, 2 grudnia 2005)
- Loco Con Da Frenchy Talkin (24 marca 2006)
- Bad Porn Movie Trax (2009)
- The Geeks and the Jerking Socks (2011)
- The White Pixel Ape (2014)
- The Black Pixel Ape (2014)

## Single
- Fonk Me (17 marca 2006)
- How We Kill Stars (2009)
- Do (2009)
- Let's Bang (2011)
- My Name Is Stain (2011)
- Palabra Mi Amor (2012)
- I'm Picky (2012)
- Altered Native Soul (2014)
- Wanna Get Free (2014)
- Scarify (2014)
- Story O' My LF (2014)

## Członkowie
Obecny skład
- Frah – wokal (od 2004)
- C. C – gitara (od 2004)
- Steeve – instrumenty klawiszowe (od 2004)
- Mandris – gitara basowa (od 2008)
- Ion – perkusja (od 2008)
- Samaha Sam – wokal (od 2011)
- Goz – animowana małpa występująca w teledyskach oraz na koncertach, uważany za jednego z członków zespołu

Byli członkowie
- Thias -gitara basowa (2004-2008)
- Bobee O.D – perkusja (2004-2008)